# Boekbanden van Louis Couperus

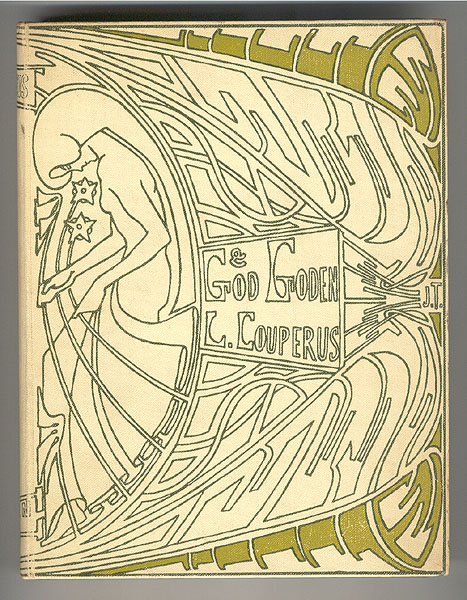
Boekbandontwerp van Jan Toorop voor God en goden

De boekbanden van Louis Couperus representeren de schrijfstijl en inhoud van de boeken van de auteur Louis Couperus.

## Stijl
Diverse oorspronkelijke uitgaven en ook sommige latere uitgaven van de boeken van Louis Couperus zijn voorzien van bijzondere boekbandontwerpen door kunstenaars en soms luxe materiaaluitvoering. De uitgever van de meeste van deze boeken, L.J. Veen, zocht kunstenaars aan om de essentie en symboliek van het betreffende werk te vatten. Dit gebeurde vaak in art nouveau en later ook in art deco en nieuwe zakelijkheid. Couperus zelf was soms niet erg te spreken over de keuze van de uitgever voor een bepaalde artiest of de uiteindelijke uitvoering. Hij was aanvankelijk ook niet gecharmeerd van het inschakelen van kunstenaars voor de boekbanden omdat hij zelf duidelijke ideeën over de bandtekening van zijn boeken had. In 1897 was hij echter wel enthousiast toen hij een ontwerp van Jan Toorop zag voor zijn boek Metamorfoze, omdat hij daarvan vond dat de kunstenaar de essentie van zijn werk begreep.

## Inventarisatie
Aan het eind van de 20e eeuw inventariseerde de historicus H.T.M. van Vliet, toen directeur van het Constantijn Huygens Instituut te Den Haag en Couperuskenner, de boekbanden die er voor het werk van Couperus waren gemaakt. Met een fotograaf trok hij bij bibliotheken en verzamelaars langs om deze vast te leggen. De speurtocht leverde zo'n vijfhonderd verschillende boekbanden op. Uiteindelijk resulteerde dit werk in de publicatie van het boek Versierde Verhalen, waarin ruim 300 boekbanden waren afgebeeld en de drukgeschiedenis ervan werd omschreven.

## Rol uitgever
De oorspronkelijke uitgevers van Louis Couperus hebben zich vaak ingespannen om zijn werk zo fraai mogelijk uit te geven. Vooral L.J. Veen heeft zich in dit opzicht onderscheiden. Veen zag hoe een concurrerende uitgever, Versluys, de kunstenaar Richard Roland Holst een band had laten maken voor Johannes Viator van Frederik van Eeden. Hij wilde zelf ook graag iets nieuws, iets moderns voor zijn successchrijvers Louis Couperus en Stijn Streuvels, in plaats van de ouderwetse, victoriaanse boekbanden van voorheen. Dus zocht Veen ontwerpers in de school van de Nieuwe Kunst. Hij gaf aan kunstenaars als Jan Toorop, Richard Roland Holst, Theo Neuhuys en H.P. Berlage opdracht passende boekbanden te ontwerpen. Een bijzonder project was de gebatikte band waarin De stille kracht werd uitgegeven. Met dit ontwerp, van Chris Lebeau, was Couperus zeer verguld, hoewel hij sommige andere banden te bont en te kleurrijk vond. Tegenwoordig zijn sommige van deze boekuitgaven kostbare verzamelobjecten geworden.

## Afbeeldingen

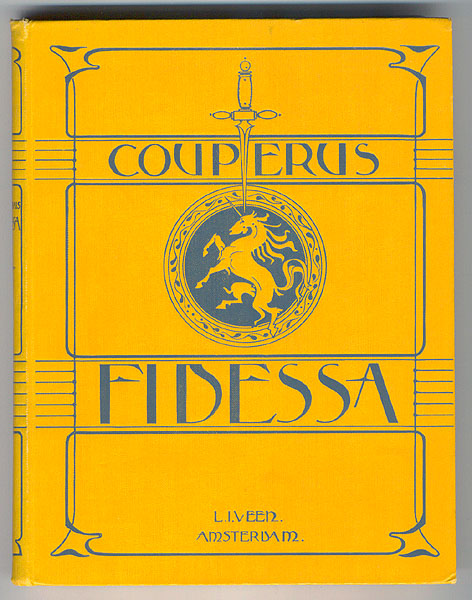
Boekbandontwerp van Karel Sluijterman voor Fidessa
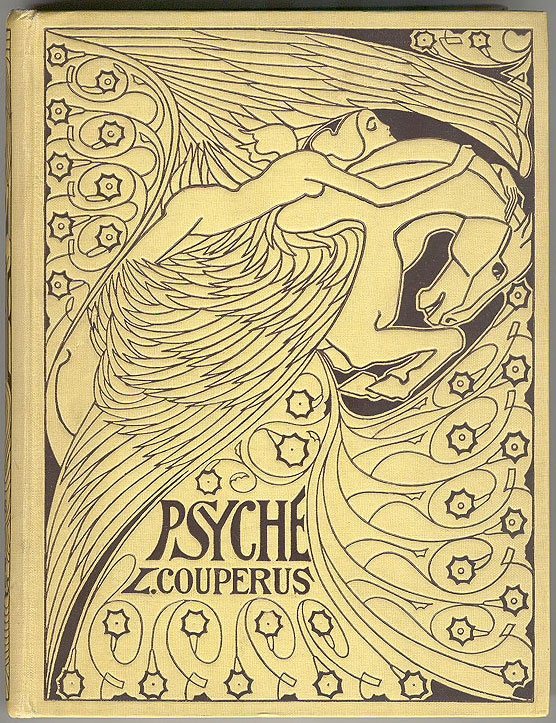
Boekbandontwerp van Jan Toorop voor Psyche
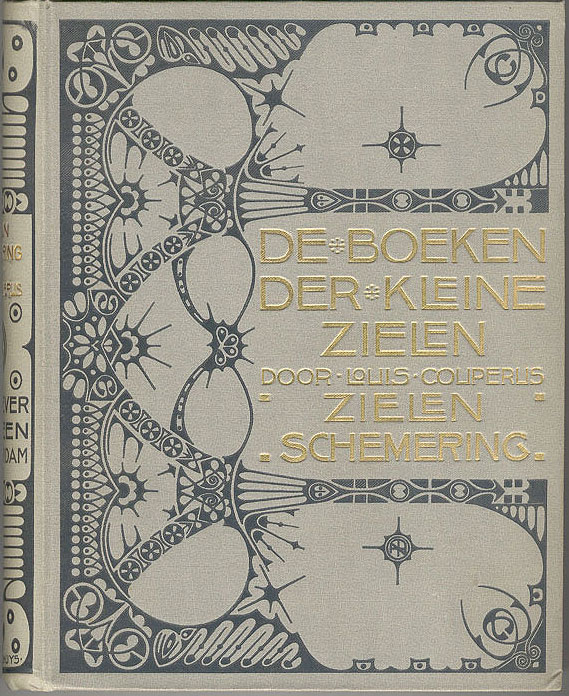
Boekbandontwerp van Theo Neuhuys voor Boeken der Kleine Zielen
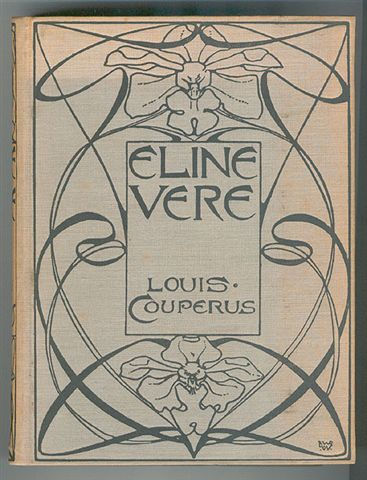
Boekbandontwerp van L.W.R. Wenckebach voor Eline Vere
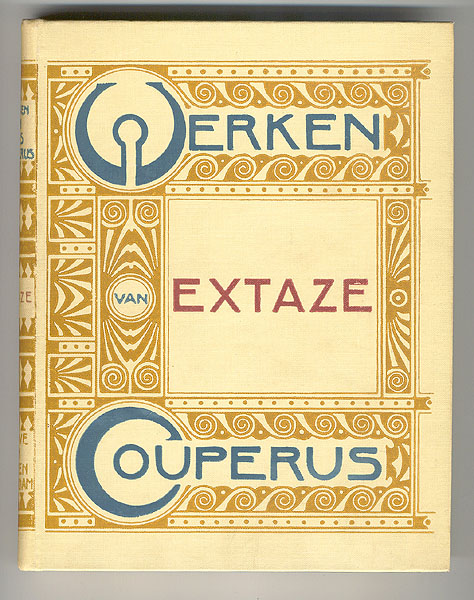
Boekbandontwerp van H.P. Berlage voor Extaze
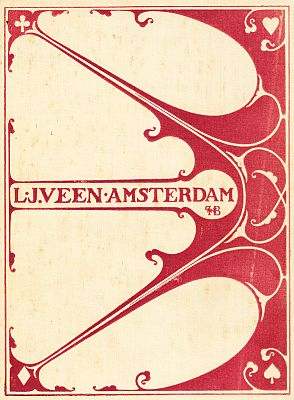
Achterkant Boekbandontwerp van H.P. Berlage voor Hooge Troeven
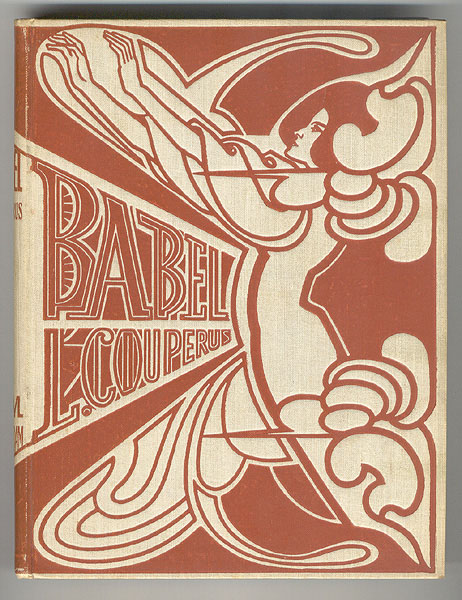
Boekbandontwerp van Jan Toorop voor Babel
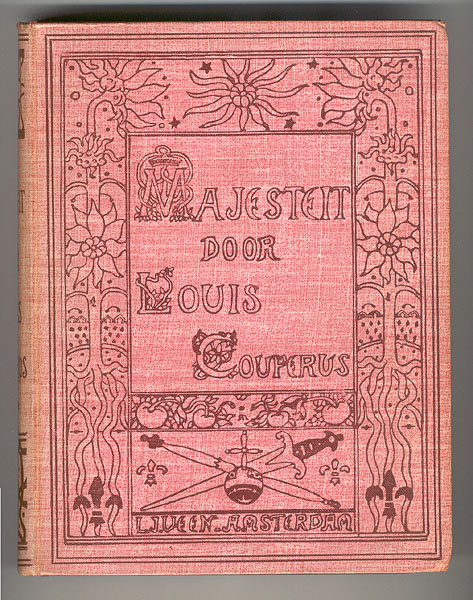
Boekbandontwerp van R.N. Roland Holst voor Majesteit

## Kunstenaars die banden ontwierpen voor boeken van Louis Couperus
- H.P. Berlage
- Johan Braakensiek
- J.G. van Caspel
- J.B. Heukelom
- Pieter de Josselin de Jong
- Anton Kurvers
- Chris Lebeau
- H. van der Linde (stofomslag)
- Ben Mohr
- Theo Neuhuys
- Theo Nieuwenhuis
- Jules De Praetere
- Beb Reith
- Richard Roland Holst
- Jan Rotgans
- Karel Sluijterman
- Willem Jiddo Taanman
- Jan Toorop
- Willem Vaarzon Morel (stofomslag)
- Tjipke Visser
- André Vlaanderen
- R.W.P. de Vries
- Ludwig Willem Reymert Wenckebach
- Ben Wierink

## Gebruikte literatuur
- H.T.M. van Vliet, Versierde verhalen. De oorspronkelijke boekbanden van Louis Couperus' werk (1884-1925) L.J. Veen, 2000, 339 p. ISBN 90-204-58221
- B.J.A. te Rijdt, 'De ontwerpen voor boekbanden van Louis Couperus' werk in het Rijksprentenkabinet, Amsterdam'. In De Boekenwereld, jaargang 18 nr. 2, december 2001, p. 84-99. Kritische bespreking en aanvulling van Versierde verhalen. In hetzelfde nummer op p. 100-101 vindt men een aantal toeschrijvingen van bandontwerpen aan kunstenaars door Rob Aardse
- Hendrik Jan Bakker, 'De boekbanden van Couperus', Provinciale Zeeuwse Courant, 28 januari 2000